# Ahmès (fils d'Abana)
Pour les articles homonymes, voir Ahmès.
Ahmès fils d'Abana, né d'un père soldat et d'une mère du nom d'Abana, est un militaire qui joua un rôle important sous les ordres de trois pharaons.
La biographie d'Ahmès fils d'Abana, sur deux murs de sa tombe à El Kab (l'antique Nekheb), au sud de Thèbes, raconte comment il vécut le début de la XVIIIe dynastie. Le pays sortait alors de la Deuxième Période intermédiaire, période troublée qui avait vu le nord de l'Égypte annexé par les Hyksôs. Ahmès naît sous le règne de Seqenenrê Tâa et meurt sous Thoutmôsis Ier. Il traverse donc les règnes d'Ahmôsis Ier et d'Amenhotep Ier, et participe aux diverses guerres de réunification menées par ces pharaons.
Ahmès se voit attribuer sept fois la décoration de l'or, décoration honorifique suprême, des mains de trois rois différents.
Il conçoit avec sa femme nommée Apou une fille du nom de Kem. Celle-ci épouse Atefroura, scribe royal et tuteur du prince Ouadjmès, l'un des fils de Thoutmôsis Ier. Kem et Atefrouta ont un fils du nom de Pahéri qui occupe la même charge que son père ainsi que celle de nomarque d'El Kab et d'Esna. On doit à Pahéri la biographie inscrite dans la tombe de son grand-père Ahmès sous le règne de Thoutmôsis II. Le début de cette pseudo-autobiographie d'Ahmès fils d'Abana montre l'orgueil que les Égyptiens retiraient à servir leur pharaon.

## Autobiographie
« 
Le chef des équipages, Ahmosé, le d’Abana, juste de voix, parle : 
« Je vais raconter à vous tous, je vais vous faire savoir les honneurs qui me sont échus. Je suis quelqu’un qui a été récompensé par l’or sept fois devant le pays tout entier, également par des esclaves hommes et femmes, et qui a été pourvu de nombreuses et grandes terres. Le nom d’un brave est dans ses actes ; ainsi il ne sera jamais oublié dans ce pays. » 
Il continue en disant : « Je fus élevé dans la cité de Nekheb (el-Kab). Mon père était soldat du roi de Haute et de Basse-Égypte Séqénenrê, juste de voix. Son nom était Baba, fils de Raïnet. Je le remplaçai comme soldat sur le vaisseau « Le Taureau sauvage », sous le règne du Seigneur des Deux Terres Ahmosis, juste de voix. J’étais alors un adolescent qui n’avait pas pris femme. Je dormais dans un hamac. 
Après avoir fondé un foyer, je fus muté dans la flotte du nord (ousur le vaisseau « Celui du nord ») grâce à ma bravoure, et je suivis le souverain (vie, santé, force) à pied quand il allait et venait sur son char pendant le siège de la ville d’Avaris (capitale des Hyksôs). Je fis preuve de bravoure comme fantassin en présence de Sa Majesté. 
Je fus affecté alors sur le vaisseau Kha-em-Men-nefer (« Celui qui apparaît à Memphis »). Il y eut un combat naval sur le canal d’Avaris nommé Padjedkou. Je fis du butin et rapportai une main (la main coupée d’un ennemi abattu). Comme ce fut relaté au héraut royal, on m’accorda l’or de la bravoure. Puis on reprit les combats en ce lieu et, à nouveau, je fis du butin et rapportai une main. On m’accorda encore l’or de la bravoure. Ensuite, on combattit en Égypte, au sud de cette ville (Avaris). Je ramenai un prisonnier : j’étais descendu dans l’eau, car sa capture s’est faite sur le chemin de l’embarcadère, et je traversai l’eau en le portant. Ce fut relaté au héraut royal et je fus récompensé par l’or une nouvelle fois. Puis ce fut la prise d’Avaris. J’y capturai un homme et trois femmes, soit au total quatre personnes. Sa Majesté me les donna comme esclaves. Alors on mit le siège devant (la ville de) Sharouhen pendant trois ans. Lorsque Sa Majesté la prit enfin, j’en rapportai du butin : deux femmes et une main. On m’accorda l’or de la bravoure et on me donna mes prisonnières comme esclaves. 
Après que Sa Majesté eut massacré les Nomades d’Asie, Elle remonta le fleuve vers la ville de Khenet-hen-nefer pour détruire les Archers de Nubie. Sa Majesté en fit un grand carnage. Pour ma part, j’en rapportai du butin, à savoir deux hommes vivants et trois mains. Je fus une nouvelle fois récompensé par l’or et on me donna deux femmes esclaves. 
Ensuite Sa Majesté navigua vers le nord, le cœur gonflé de joie par ces combats victorieux au terme desquels il avait conquis le sud et le nord. 
Puis l’ennemi Aata vint au sud. Son destin engendra sa perte. Les dieux de Haute-Égypte s’emparèrent de lui. Sa Majesté le trouva à Tinet-taâ (un lieu sur le Nil). Sa Majesté le fit prisonnier. Tous ses gens furent capturés. Je m’emparai de deux rebelles sur le bateau d’Aata. On me donna cinq esclaves et des lopins de terre, en tout cinq aroures (4 ha) dans ma ville. On agit semblablement pour l’ensemble des équipages. 
Ensuite vint cet ennemi nommé Tétian. Il avait rassemblé autour de lui des gens pleins de félonie. Sa Majesté le tua. Son entourage cessa d’exister. On me donna trois esclaves et cinq aroures (4 ha) dans ma ville. 
Ensuite, je transportai en bateau le roi de Haute et Basse-Égypte Djeserkarê (Amenhotep-Ier), juste de voix, quand il remonta le Nil vers Koush pour étendre les frontières de l’Égypte. 
Sa Majesté s’empara de cet archer nubien au milieu de son armée. On le mit dans les chaînes. Aucun n’y échappa, les fugitifs étant anéantis, comme s’ils n’avaient jamais existé. 
Alors, je pris place parmi les troupes d’élite de notre armée parce que j’avais fait preuve d’une bravoure remarquable qui n’avait pas échappé à Sa Majesté. J’avais rapporté deux mains qui furent présentées à Sa Majesté. Alors que l’on cherchait ses gens et ses troupeaux, je capturai un prisonnier qui fut présenté à Sa Majesté. 
Je transportai Sa Majesté en Égypte en deux jours, depuis le Puits-d’en-haut. Je fus récompensé par l’or, et on m’amena deux femmes esclaves tirées du butin, sans compter celles que j’avais fait présenter à Sa Majesté. On me nomma « combattant du souverain ». 
Puis je transportai en bateau le roi de Haute et Basse-Égypte Âa-kheper-ka-Rê ( Thoutmosis Ier), juste de voix, quand il remonta le Nil vers la ville de Khenet-hen-nefer, afin de détruire la rébellion à travers les pays étrangers et de repousser les invasions depuis le désert. Je fis preuve de courage en Sa présence quand il fallut forcer le passage en bateau dans les eaux dangereuses de la cataracte, si bien que l’on me nomma « chef des équipages ». 
Alors Sa Majesté (vie, santé, force)... (lacune d’une ligne). Sur ce, Sa Majesté devint enragée comme une panthère ; Elle lança sa première flèche qui se fixa dans la poitrine de cet ennemi. Alors ces [rebelles fuirent], pris de panique devant sonuræus(cobra royal sur la couronne). 
On fit ensuite un carnage parmi eux et leurs gens furent faits prisonniers. Sa Majesté vogua ensuite vers le nord, ayant saisi dans Son poing tous les pays étrangers, et, sur la proue du vaisseau le « Faucon », le vaisseau de Sa Majesté, ce misérable Nubien était [attaché] la tête en bas, jusqu’à ce que l’on aborde à Ipet-Sout [Karnak]. 
Après ces événements, il y eut une expédition vers le Retenou (Syrie) pour apaiser sa colère contre les pays étrangers. Lorsqu’Elle parvint à Naharina (Mittani), Sa Majesté (vie, santé, force) trouva cet ennemi en train de rassembler ses troupes. Sa Majesté en fit un grand carnage. Innombrables furent les prisonniers que Sa Majesté ramena de ses victoires. J’étais dans les troupes d’élite et Sa Majesté vit ma bravoure, car je ramenai un char, son cheval et son conducteur prisonnier, ce qui fut rapporté à Sa Majesté. Une nouvelle fois, je fus récompensé par l’or. 
Je suis devenu vieux. J’ai atteint le grand âge et ai continué à recevoir les mêmes faveurs et l’amitié de [mon souverain]. Je repose désormais dans la tombe que j’ai fait construire moi-même.
 »
— Autobiographie d’Ahmès, fils d’Abana (inscriptions de sa tombe à el-Kab, vers 1 465 av. J.-C).